# توم بوسلي
توماس إدوارد بوسلي (1 أكتوبر 1927 - 19 أكتوبر 2010) ممثل وشخصية تلفزيونية أمريكي حاصل على جائزة توني لعام 1960 لأفضل ممثل مميز في الموسيقى، شارك ضمن القوات البحرية للولايات المتحدة، أثناء الحرب العالمية الثانية. وبعد انتهاء الحرب بدأ عمله الفني، فعمل ممثلاً مسرحياً لأكثر من عشر سنوات قبل أن ينتقل إلى التليفزيون. من أشهر أعماله مسلسلات أيام سعيدة (1974)، انتظر حتى يصل والدك للمنزل (1972)، أسرار الأب داولينغ (1989).

## حياته الشخية
تزوج بوسلي مرتان الأولى في عام 1962 من السيدة (جان إليوت) وأنجبا طفلاً، ولكنها توفيت في عام 1978، ليتزوج مجدداً من الممثلة باتريشيا كار عام 1980، ويظلا معاً حتى وفاته في 19 أكتوبر 2010 في كاليفورنيا، بعد إصابته بسرطان الرئة.

## روابط خارجية
- توم بوسلي على موقع IMDb (الإنجليزية)
- توم بوسلي على موقع ألو سيني (الفرنسية)
- توم بوسلي على موقع تيرنر كلاسيك موفيز (الإنجليزية)
- توم بوسلي على موقع أول موفي (الإنجليزية)
- توم بوسلي على موقع قاعدة بيانات برودواي على الإنترنت (الإنجليزية)
- توم بوسلي على موقع قاعدة بيانات الأفلام السويدية (السويدية)
- توم بوسلي على موقع إن إن دي بي (الإنجليزية)
- توم بوسلي على موقع ديسكوغز (الإنجليزية)
- توم بوسلي على موقع قاعدة بيانات الفيلم (الإنجليزية)
- توم بوسلي على موقع كينوبويسك (الروسية)
- توم بوسلي في قاعدة بيانات أقل من برودواي على الإنترنت
- توم بوسلي على موقع فايند أغريف